# Betriebs- und Bauanweisung

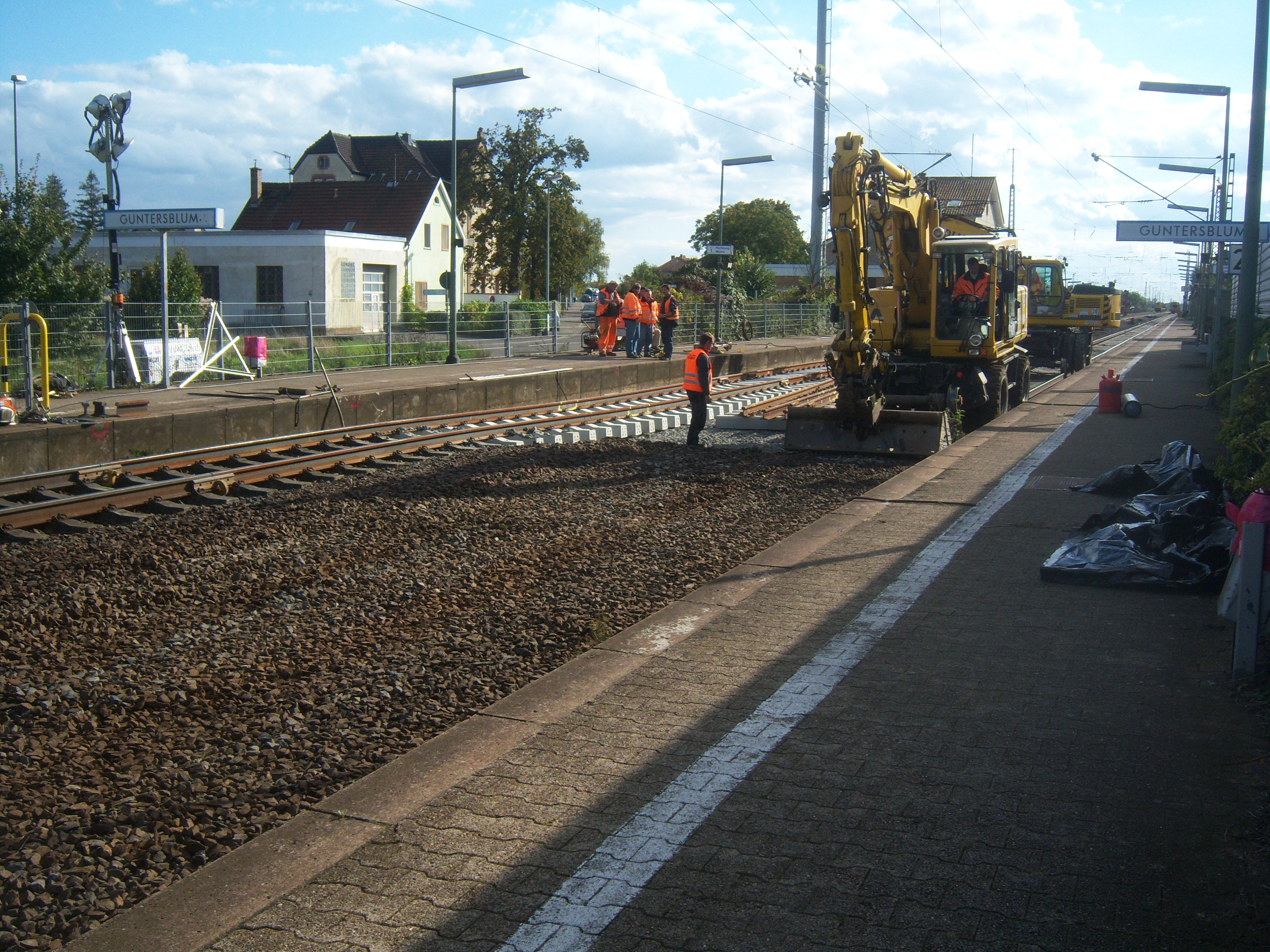
Bauarbeiten im Rahmen einer Betriebs- und Bauanweisung (Betra) mit Zweiwegefahrzeugen im Bahnhof von Guntersblum auf der Bahnstrecke Mainz–Ludwigshafen. Beim Bewegen von Baufahrzeugen in der Nähe von Beschäftigten im Gleis ist besondere Vorsicht geboten.

Die Betriebs- und Bauanweisung (Betra) ist eine schriftliche Anweisung für Bauarbeiten bei der Deutschen Bahn. Sie legt die notwendige Abstimmung zwischen Bauablauf und Zugverkehr, die Maßnahmen zur Sicherung der Bauarbeiten sowie insbesondere die notwendigen Maßnahmen zur Sicherung des Zugverkehrs vor, während und nach der Durchführung von Bauarbeiten verbindlich fest.
In der Betra werden die Örtlichkeiten und die auszuführenden Maßnahmen beschrieben. Sie beinhaltet aber weder technische Baudurchführungsanweisungen noch werden betriebliche Anweisungen wiederholt, welche bereits in anderen Richtlinien detailliert beschrieben sind. Sie ordnet jedoch gültige Regelungen der Örtlichkeit und den durchzuführenden Arbeiten zu. Die Betra beinhaltet auch Zuständigkeiten für die Bauleitung, die Bauüberwachung sowie für den Arbeitsschutz, die Unfallverhütung und das Notfallmanagement. Regeln für die Erstellung einer Betriebs- und Bauanweisung sind in der Richtlinie der DB InfraGO (Ril) 406 – Baubetriebsplanung, Betra und La (Modul 406.1201 Betra erarbeiten) festgelegt.
Wiederholt führten mangelhafte Betriebs- und Bauanweisungen zu Unfällen bei der DB AG. Am 6. Februar 2000 ereignete sich im Bahnhof Brühl ein Zugunglück, bei dem neun Fahrgäste ums Leben kamen. Aus dem Unfalluntersuchungsbericht geht hervor, dass die Betriebs- und Bauanweisung zahlreiche Fehler aufwies.